# Golful Fundy
Golful Fundy (în franceză Baie de Fundy) este un golf de pe coasta atlantică a Americii de Nord, la nord-est de Golful Maine între provinciile canadiene New Brunswick și Nova Scoția, cu o mică parte atinge statul american Maine. 
Golful Fundy este cunoscut pentru mareele sale care au un nivel mare. Rivalizează cu Golful Ungava din nordul Quebecului și Estuarul Severn din Marea Britanie, are una dintre cele mai înalte culmi verticale de maree din lume.
Porțiuni din Golful Fundy, Golful Shepody și Bazinul Minas, formează unul din cele șase situri canadiene din rezervația "Western Hemisphere Shorebird Reserve Network". Acesta este deținut de către provinciile New Brunswick și Nova Scoția, și "Canadian Wildlife Service", și este gestionat în conjuncție cu "Ducks Unlimited Canada" și "Nature Conservancy" din Canada.

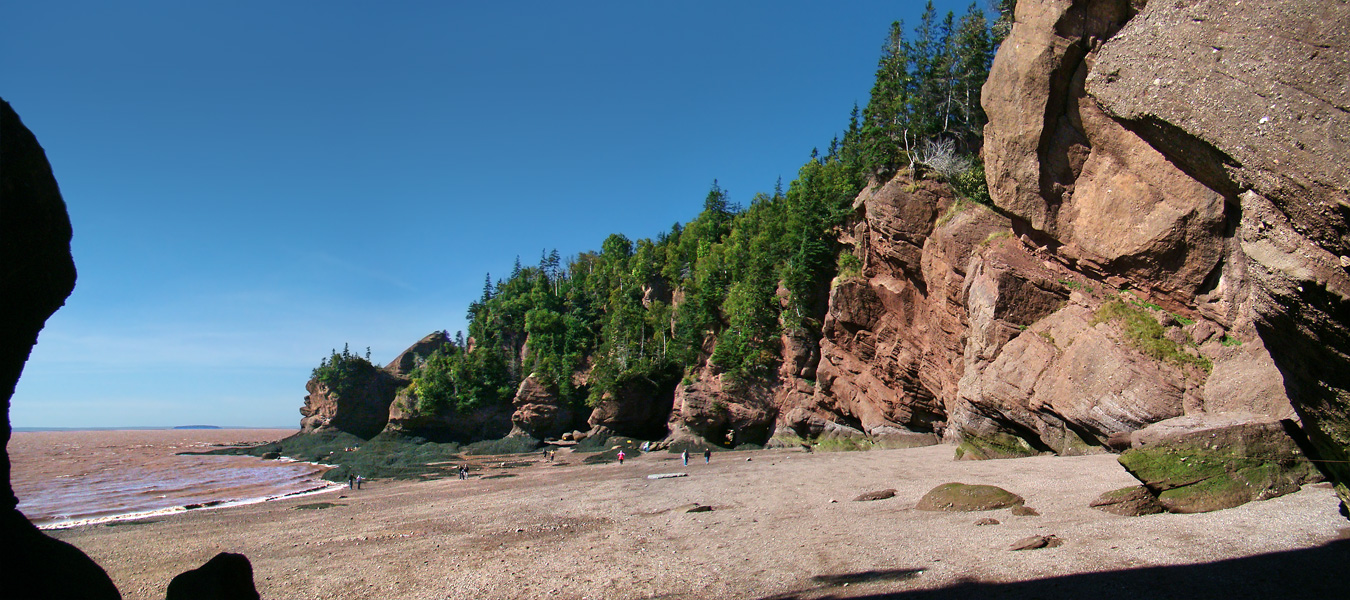
Roci din golful Fundy la cel mai mic nivel al marrei

## Limita
Organizația Internațională Hidrografică definește limita de sud-vest a Golfului Fundy ca "o linie mergând spre nord-vest de la Capul Sf. Maria (44°05'N) Nova Scoția, prin Insula Machias Seal (67 ° 06'V) și prin "Little River Head" (44 ° 39'N) în statul Maine".

## Mareele

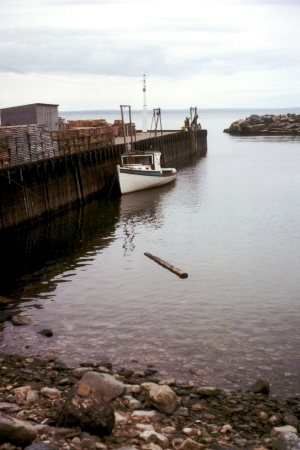
Mareea la cel mai înalt nivel

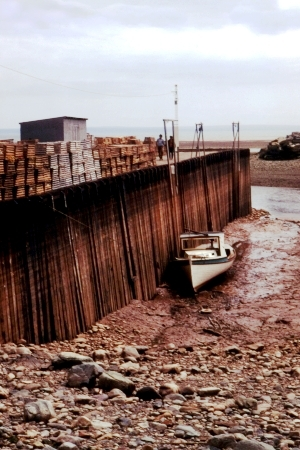
Mareea la cel mai mic nivel

Golful Fundy este cunoscut pentru mareele sale care au un nivel ridicat. Căutarea pentru a afla unde se găsesc cele mai mari maree a dus la o rivalitate între Bazinul Minas din Golful Fundy și Bazinul Leaf din Golful Ungava.
"Serviciul Canadian Hidrografic" în cele din urmă a declarat că s-au  măsurat maree de 16.8 metri în Bazinul Leaf pentru Golful Ungava și de 17 metri la Burntcoat Head pentru Golful Fundy. Cel mai înalt nivel de apă înregistrat vreodată în Golful Fundy a avut loc la capul din Bazinul Minas în noaptea de 4-5 octombrie 1869 în timpul unui ciclon tropical numit "Saxby Gale". Nivelul apei de 21,6 metri a rezultat din combinația de vânt puternic, presiunea atmosferică anormal de joasă  și un val de primăvară.
Bazinul Leaf a fost măsurat doar în ultimii ani, în timp ce sistemul Fundy a fost măsurat pentru multe decenii. Mareea de la Bazinul Leaf este mai mare, în medie, decât mareele de la Bazinul Minas, cu toate acestea, cele mai înalte culmi ale mareelor măsurate sunt la Burntcoat Head și rezultă din mareele de primăvară măsurate la punctul culminant al ciclului mareelor la fiecare 18 ani.
În perioada de 12.4 ore cât durează mareele, 115 miliarde de tone de apă curg în și în afara golfului.
Mareele din Golful Fundy sunt semidiurnale. Mareele semidiurnale sunt mareele care au două cote înalte și două coborâșuri în fiecare zi. Înălțimea apei care se ridică și coboară în fiecare zi în timpul acestor maree este aproximativ egală. Există aproximativ șase ore și treisprezece minute între fiecare maree înaltă sau joasă.

### Producerea energiei electrice
Mai multe propuneri pentru a construi centrale mareomotrice de generare a energiei electrice au fost prezentate în ultimele decenii. Aceste propuneri au implicat în principal construirea de baraje care să fie amplasate pe un braț mai mic din golf și care să extragă energia de la apa care curge prin ele.
O facilitate, (singura de acest gen care funcționează în prezent) la "Annapolis Royal Generating Station" constă într-un baraj și o centrală de 18 MW pe râul Annapolis la "Annapolis Royal", dar propunerile mai mari au fost suspendate de către o serie de factori, inclusiv probleme de mediu. "Annapolis Royal Generating Station" a studiat efectele sale diverse, inclusiv o problemă de eroziune accelerată la linia țărmului pe malul istoric al orașului de la Annapolis Royal, precum și probleme cu metalele grele și creșterea înnămolirii și probleme cu contaminarea cu pesticide din amonte. Au fost, de asemenea, cazuri în care mari mamifere marine, cum ar fi balenele au rămas prinse după ce au tranzitat ecluzele în timpul mareelor de amplitudine mică.
Au fost propuneri în ultimii ani pentru instalarea unor aripi subacvatice, care nu ar necesita nicio îndiguire sau blocarea unor părți ale golfului, dar ar genera energie electrică când ar fi introduse în zonele cu debitul mare al apei.

## Geologie
Golful Fundy se află într-o vale de rift numită bazinul Fundy, când riftul a început să se separe de continentul America de Nord, activitatea vulcanică a avut loc, formând vulcani și bazalte de inundații vulcanice. Aceste inundații bazaltice s-au revărsat peste peisaj, acoperind o mare parte din sudul Nova Scoția. Secțiuni din bazaltele de inundații au fost erodate, dar formează încă o gamă de munte bazaltic cunoscut sub numele de "North Mountain". Ca urmare, o mare parte din podeaua bazinului este din bazalte "tholeiitice" care îi dau culoarea maro. Riftul a eșuat în cele din urmă deoarece Dorsala Atlantică a continuat să separe America de Nord, Europa și Africa.

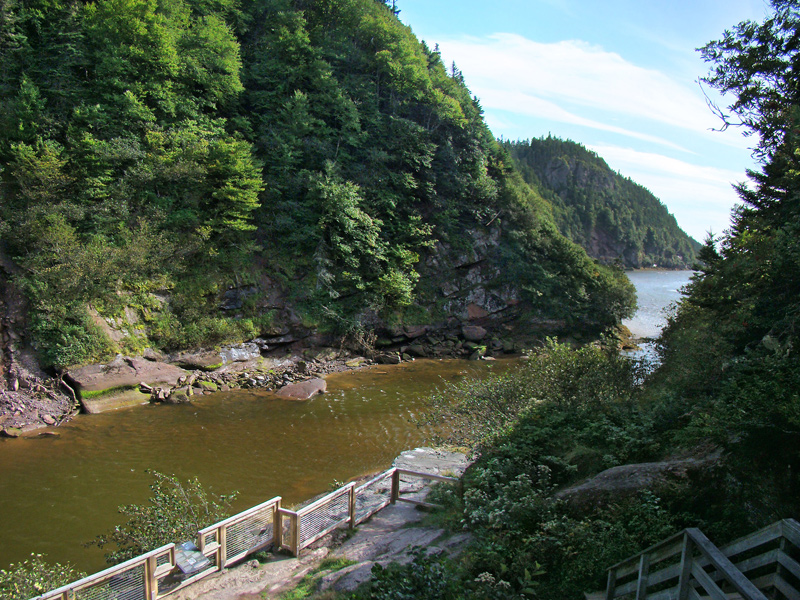
Parcul "Fundy National Park".

## Parcuri și zone protejate
Un număr de parcuri conservă ecosistemul de coastă din Golful Fundy. Acestea includ "Fundy National Park" în New Brunswick și "Cape Chignecto Provincial Park" și "Five Islands Provincial Park" și "Blomidon Provincial Park" în Nova Scoția. "Canadian Wildlife Service" menține un număr de "Suprafețe Naționale a Vieții Sălbatice" în Golful Fundy, inclusiv insula "Isle Haute" din mijlocul golfului.

## Galerie de imagini

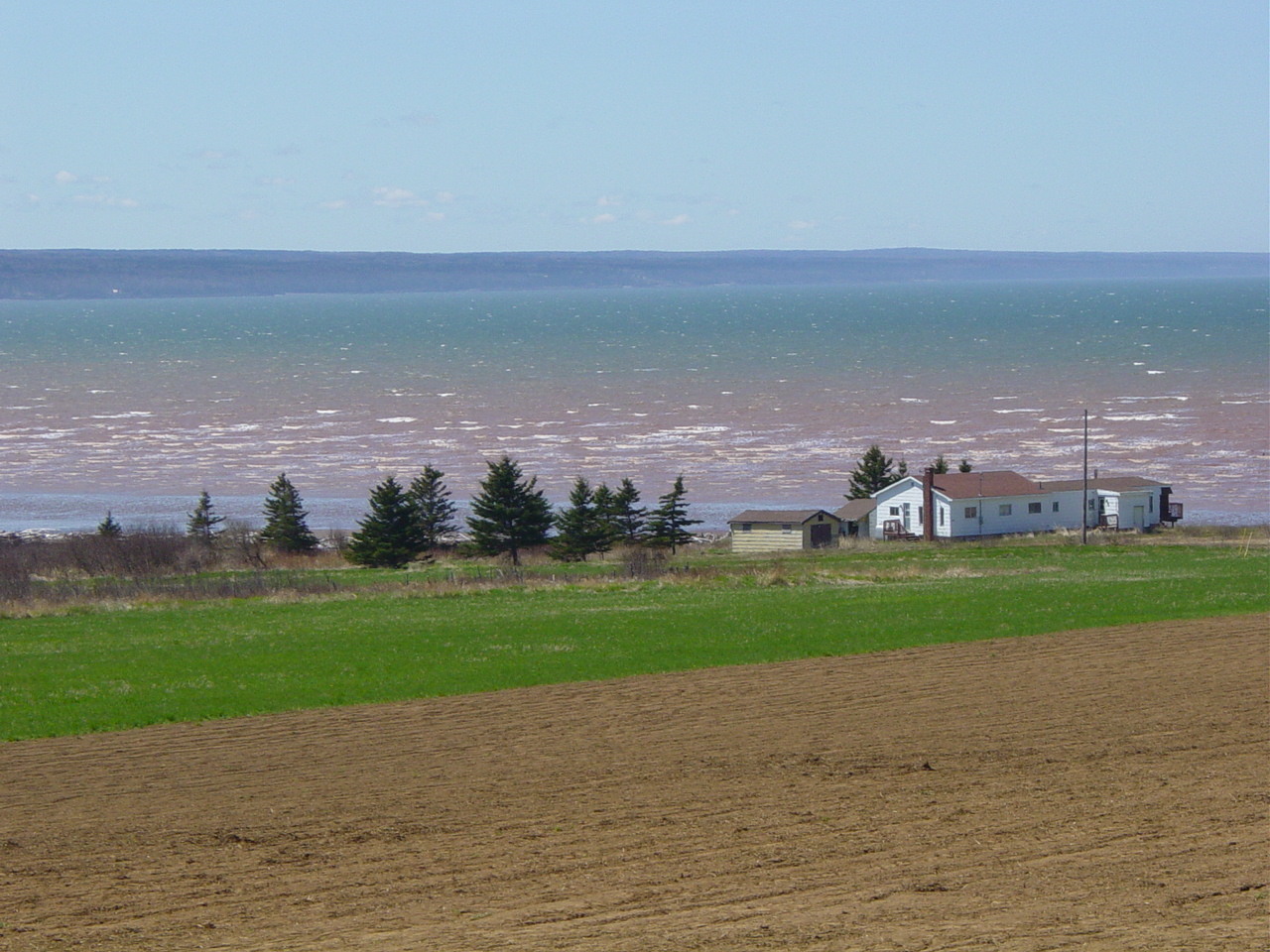
Bazinul Minas în mai
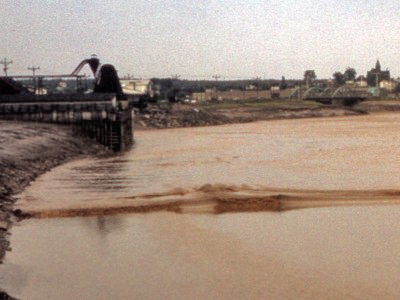
Mareea
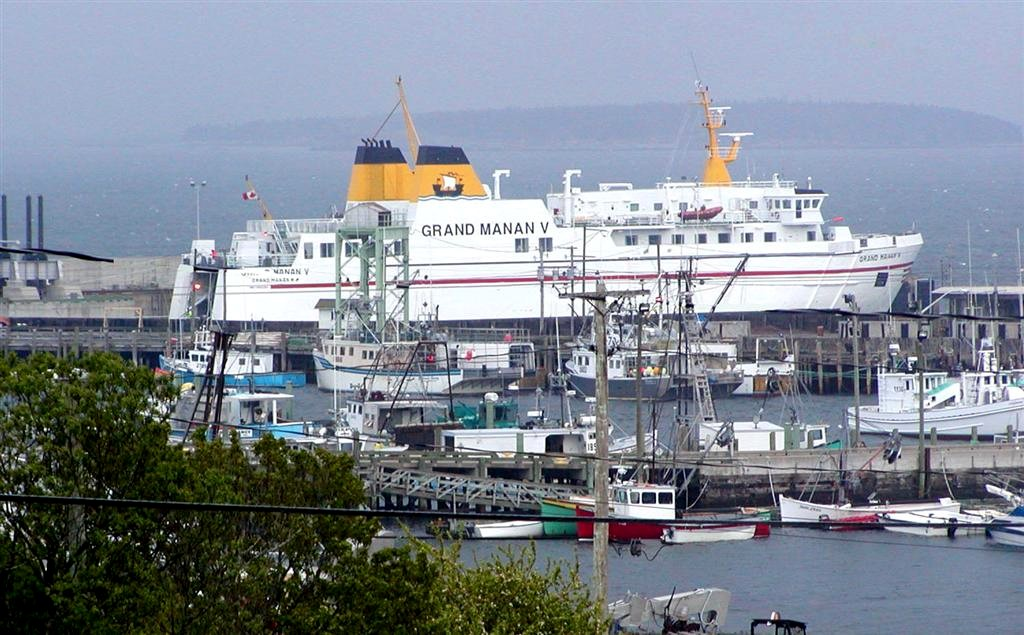
Feribot
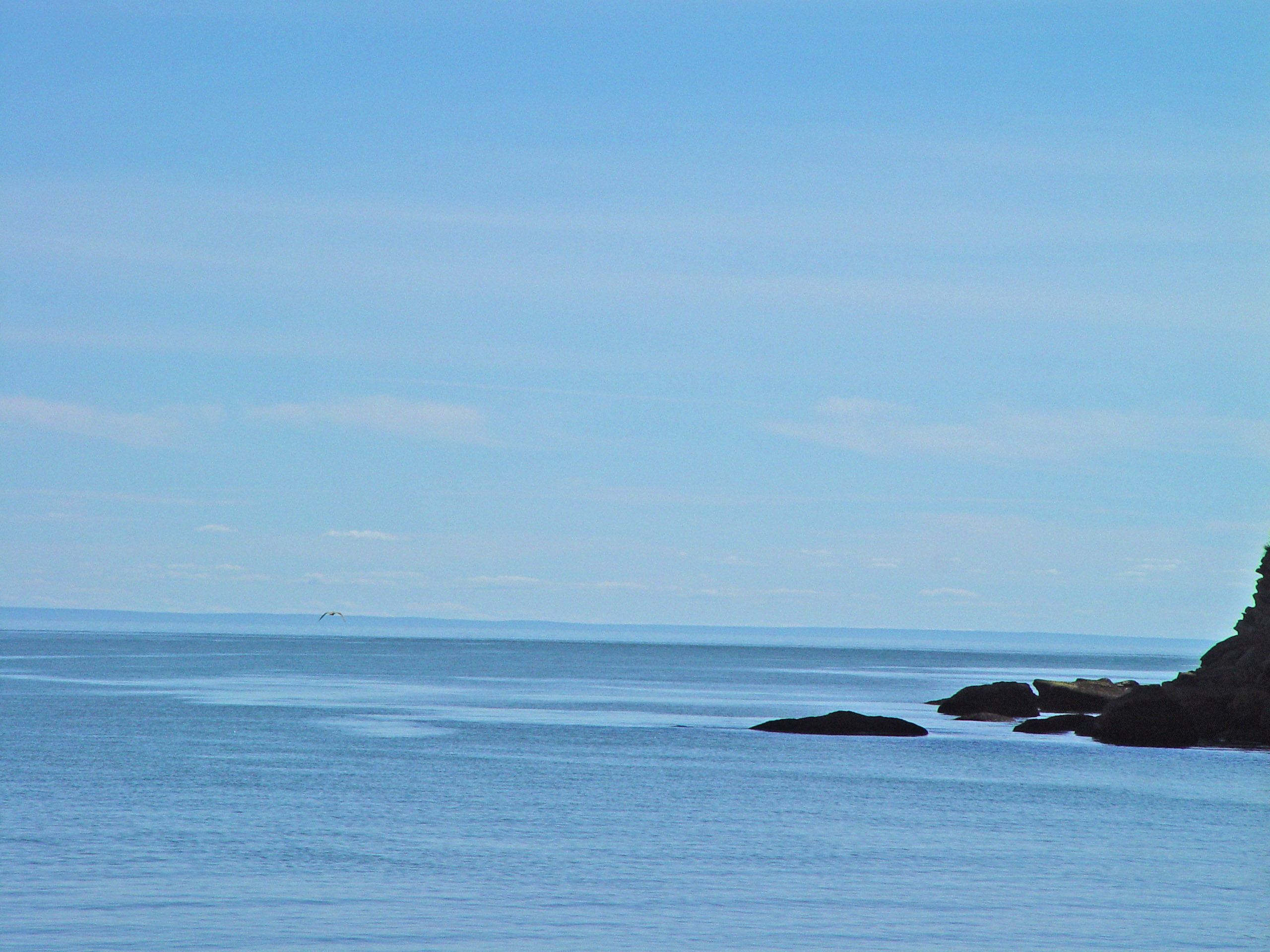
Golful Fundy